# Bahnhof Röbel (Meckl)
Der ehemalige Bahnhof Röbel (Meckl) in Röbel/Müritz, Am Bahnhof 4, etwa 1 km westlich vom Ortszentrum gelegen, stammt vom Ende des 19. Jahrhunderts. Das Gebäude steht unter Denkmalschutz.

## Geschichte
Die Kleinstadt Röbel hat 4998 Einwohner (2019). Sie wurde von der Bahn ab 1899 bedient und im Personenverkehr bis 1966 sowie im Güterverkehr bis 1996 von der eingleisigen 26 km langen Bahnstrecke Ganzlin–Röbel erschlossen, die den plattdeutschen Spitznamen Hei na Ganzlin erhielt. 2005 wurde die Strecke stillgelegt.
Das zwei- und dreigeschossige Gebäude, um 1899 entstanden, mit Fachwerk im Obergeschoss und einem breiten mittleren Giebelrisalit, liegt etwa einen Kilometer außerhalb des Stadtzentrums. Zum Ensemble gehören auch die Güterabfertigung, die Bahnmeisterei, zwei Speicher, der Lokschuppen, zwei Wasserkessel und das Toilettenhaus. Der Bahnhof wurde vom 2013 aufgelösten Eisenbahnverein Hei na Ganzlin mit einem Bahnhofsmuseum genutzt. Heute sind Wohnungen und Dienstleister im Gebäude angesiedelt. Das Bahnhofsgelände ist teilweise von einem Supermarkt überbaut.